# National Air and Space Museum

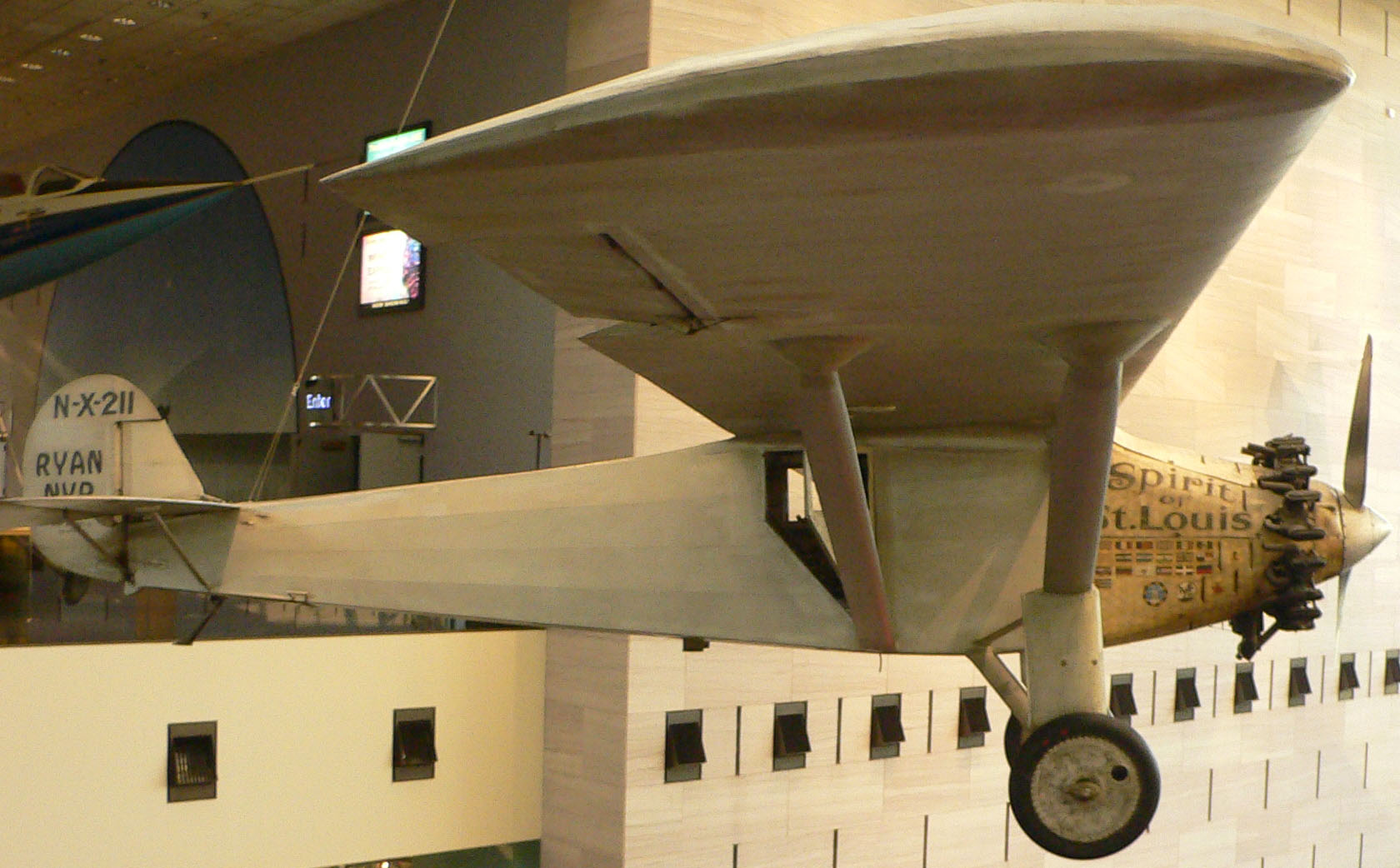
Die Spirit of St. Louis, mit der Charles Lindbergh am 20. Mai 1927 den Atlantik überquerte, ist eines der berühmtesten Exponate des Museums

Das National Air and Space Museum (NASM; deutsch „Nationales Luft- und Raumfahrtmuseum“) ist ein der Smithsonian Institution angegliedertes Museum in den Vereinigten Staaten. Die Gründung erfolgte 1946. Es besteht aus drei Anlagen. Zwei davon sind der Öffentlichkeit zugänglich: das National Mall Museum in Washington, D.C. und das Steven F. Udvar-Hazy Center in Virginia.
Das NASM ist das weltweit größte Museum für Luft- und Raumfahrt, mit über 60.000 Artefakten und mehr als 650 Kubikmeter Archivmaterial.

## National Mall Museum

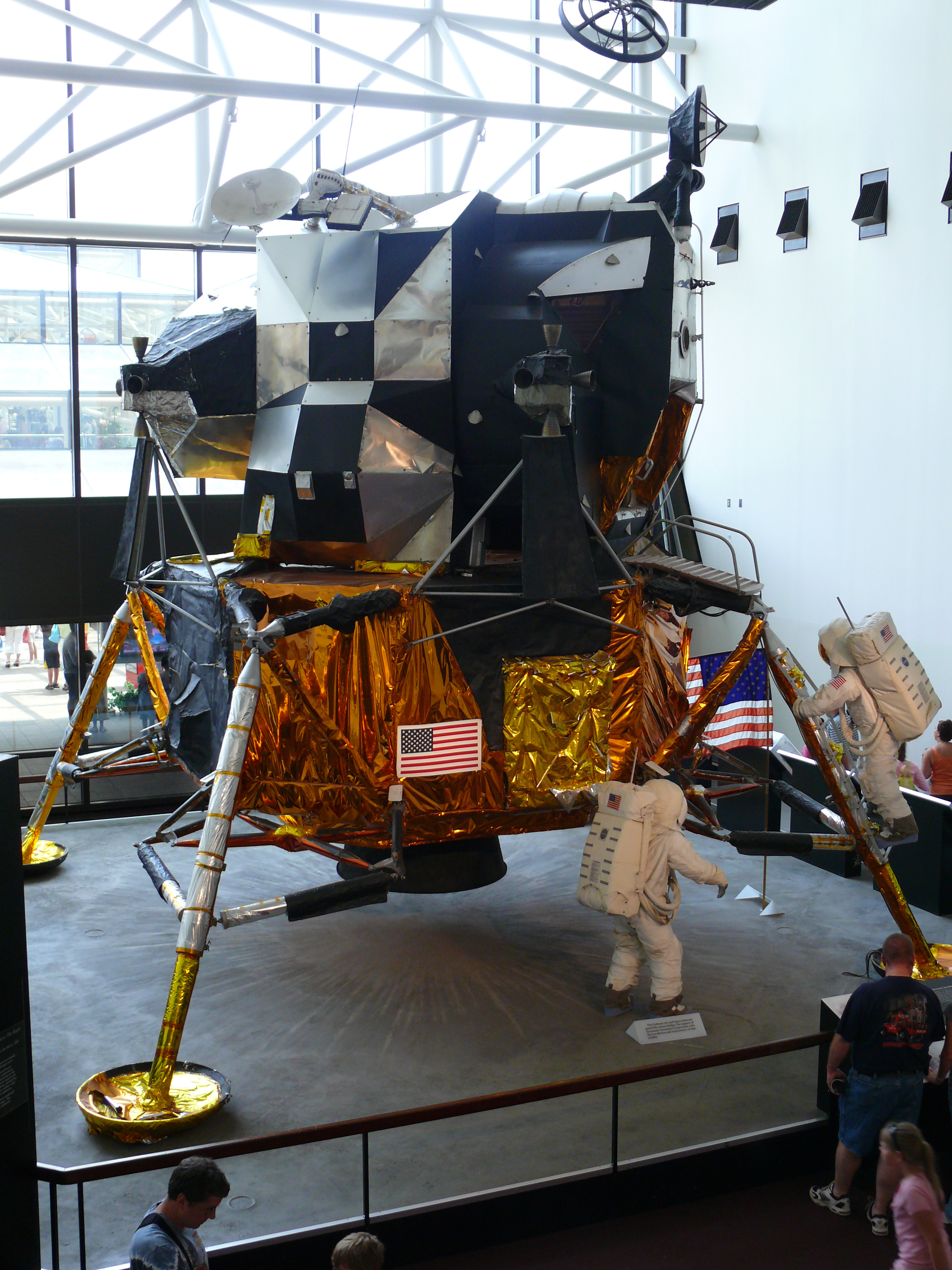
Die Apollo-Mondlandefähre im National Air and Space Museum ist ein Exemplar, das für Testzwecke auf der Erde verwendet wurde. Das Ausstellungsstück ist so dekoriert, dass es äußerlich dem Landemodul von Apollo 11 ähnelt.

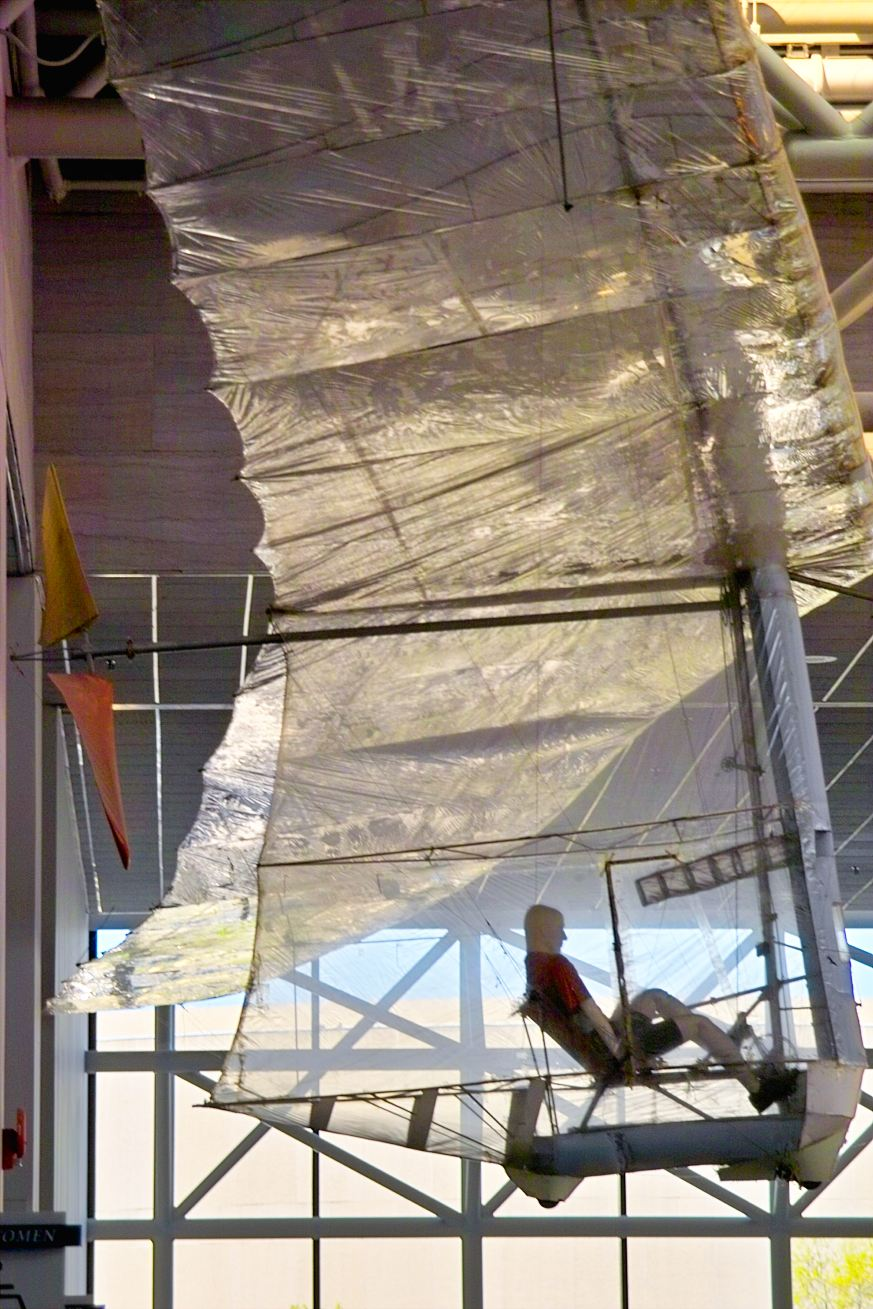
Das mit Muskelkraft angetriebene Flugzeug Gossamer Condor, mit dem 1977 der erste Kremer-Preis gewonnen wurde

Das National Mall Museum befindet sich in einem Gebäude am gleichnamigen Park in Washington, D.C. Gezeigt werden zahlreiche Exponate aus der Geschichte der Luft- und Raumfahrt, darunter die Spirit of St. Louis oder Gestein vom Mond.
Unter anderem sind folgende Exponate im National Air and Space Museum ausgestellt:
- AAI RQ-7
- Albatros D.V a
- Beechcraft Model 17
- Bell P-59
- Bell X-1
- Bücker Bü 181 B Bestmann
- Bücker Bü 133 C Jungmeister
- CM-107, das Kommandomodul von Apollo 11
- Enterprise NCC-1701, Original-Modell
- Extra 260
- Focke-Achgelis Fa 330 A-1 Bachstelze
- Fokker D.VII
- Gossamer Condor, ein mit Muskelkraft angetriebenes Flugzeug
- Grob 102 Standard Astir III
- Grunau Baby II B-2
- Halberstadt CL.IV
- Lilienthal Gleiter, ein Original von 1894
- Lippisch DM-1
- Lockheed Martin RQ-3
- Macchi MC.202
- Martin B-26
- Messerschmitt Bf 109 G-6 Gustav
- Messerschmitt Me 262 A Schwalbe
- Pfalz D.XII
- Schempp-Hirth Nimbus II
- Schneider-Hofmann-Rehberg SG 38
- Wright 1902 Glider (Replik)

## Steven F. Udvar-Hazy Center

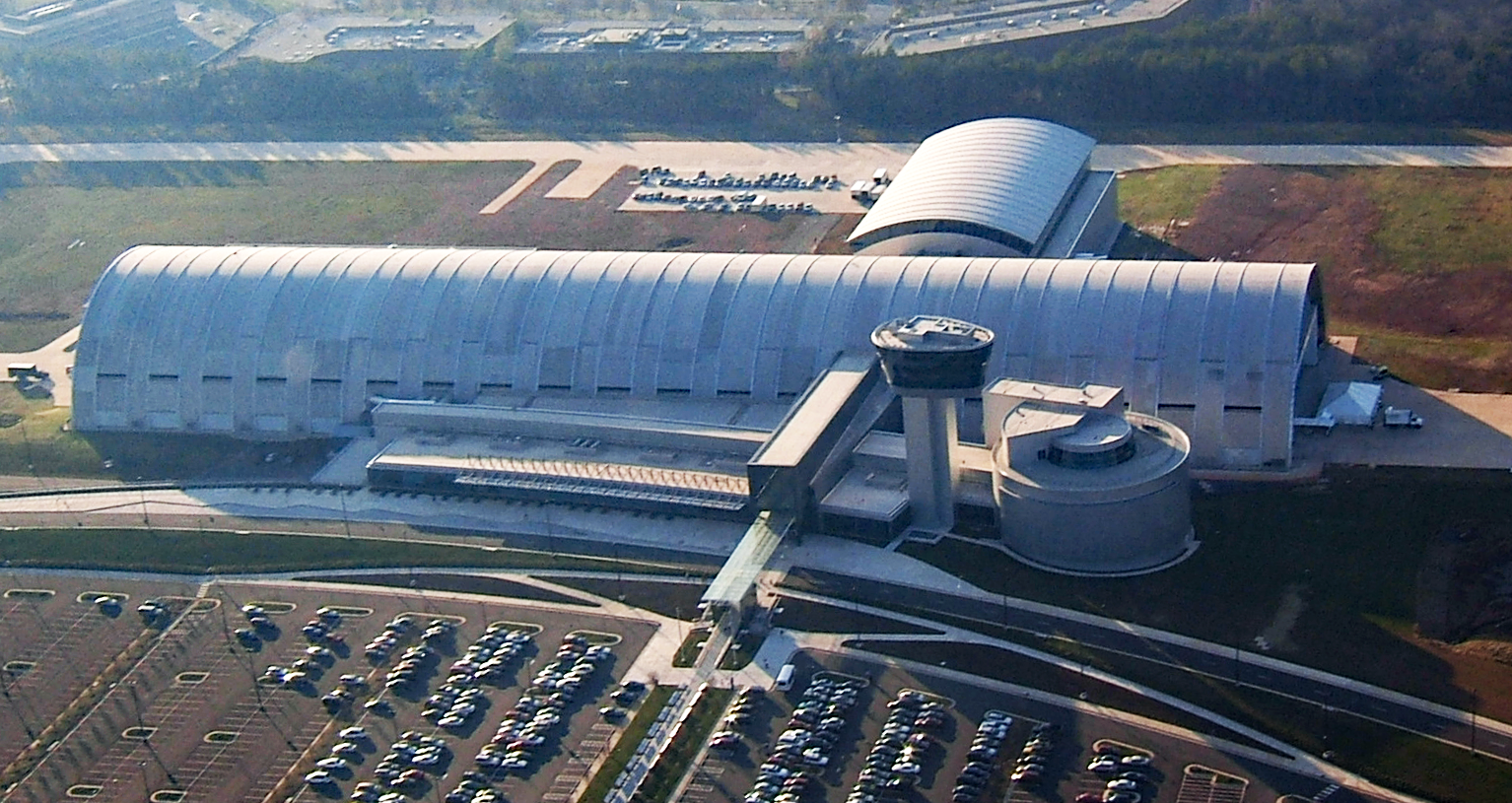
Steven F. Udvar-Házy Center

Boeing Aviation Hangar

Weil eine räumliche Erweiterung des National Mall Museums nicht möglich war, wurde mit dem Steven F. Udvar-Hazy Center ein neuer Standort in Virginia errichtet. Dieser liegt  südlich des Flughafens Washington-Dulles-International in Chantilly (Virginia). Er wurde im Dezember 2003 eröffnet. Benannt ist das Gebäude nach Steven F. Udvar-Házy, einem Mäzen des Museums, der über die Firma ILFC der Luftfahrt stark verbunden und bekannt ist.
Der neue Komplex bietet sehr viel größere Flächen und Gebäude als das Stammhaus.
- Im Zentrum steht der große Boeing Aviation Hangar,[3] in dem Exponate auf drei Ebenen ausgestellt werden. Dort können Exponate wie eine SR-71 Blackbird, die B-29 Superfortress Enola Gay oder eine Concorde besichtigt werden.
- Der etwas kleinere James S. McDonnell Space Hangar stellt unter anderem das Space Shuttle Discovery aus.[4]
- Der Komplex wird durch den Donald D. Engen Observation Tower[5] ergänzt. Der Aussichtsturm gewährt einen Rundblick auf den Washington Dulles International Airport und seine Umgebung.
- Die neueste Erweiterung ist der Mary Baker Engen Restoration Hangar,[6] in dem Besucher aktuelle Restaurierungsarbeiten an historischen Exponaten betrachten können.

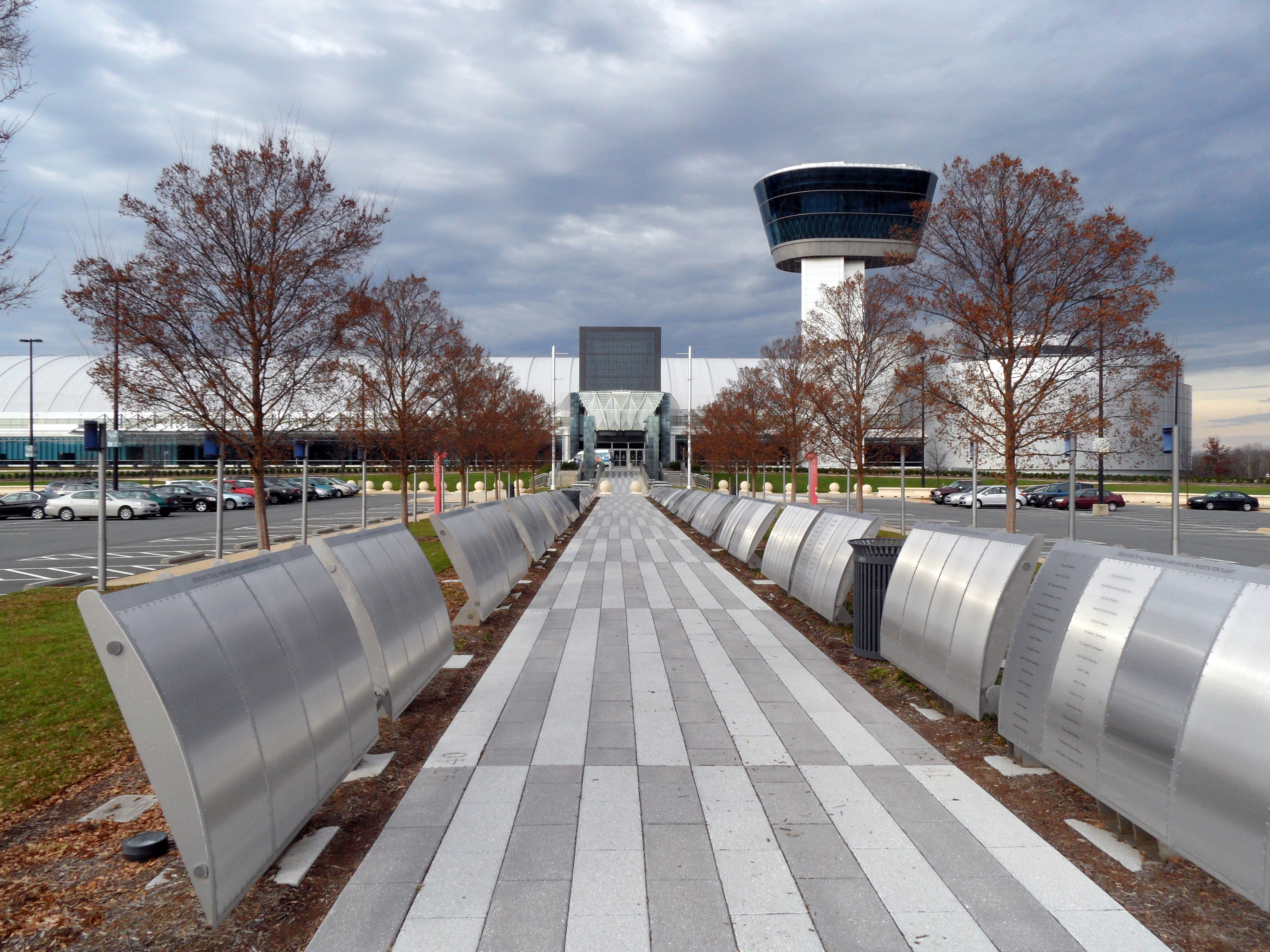
Eingangsbereich des Komplexes
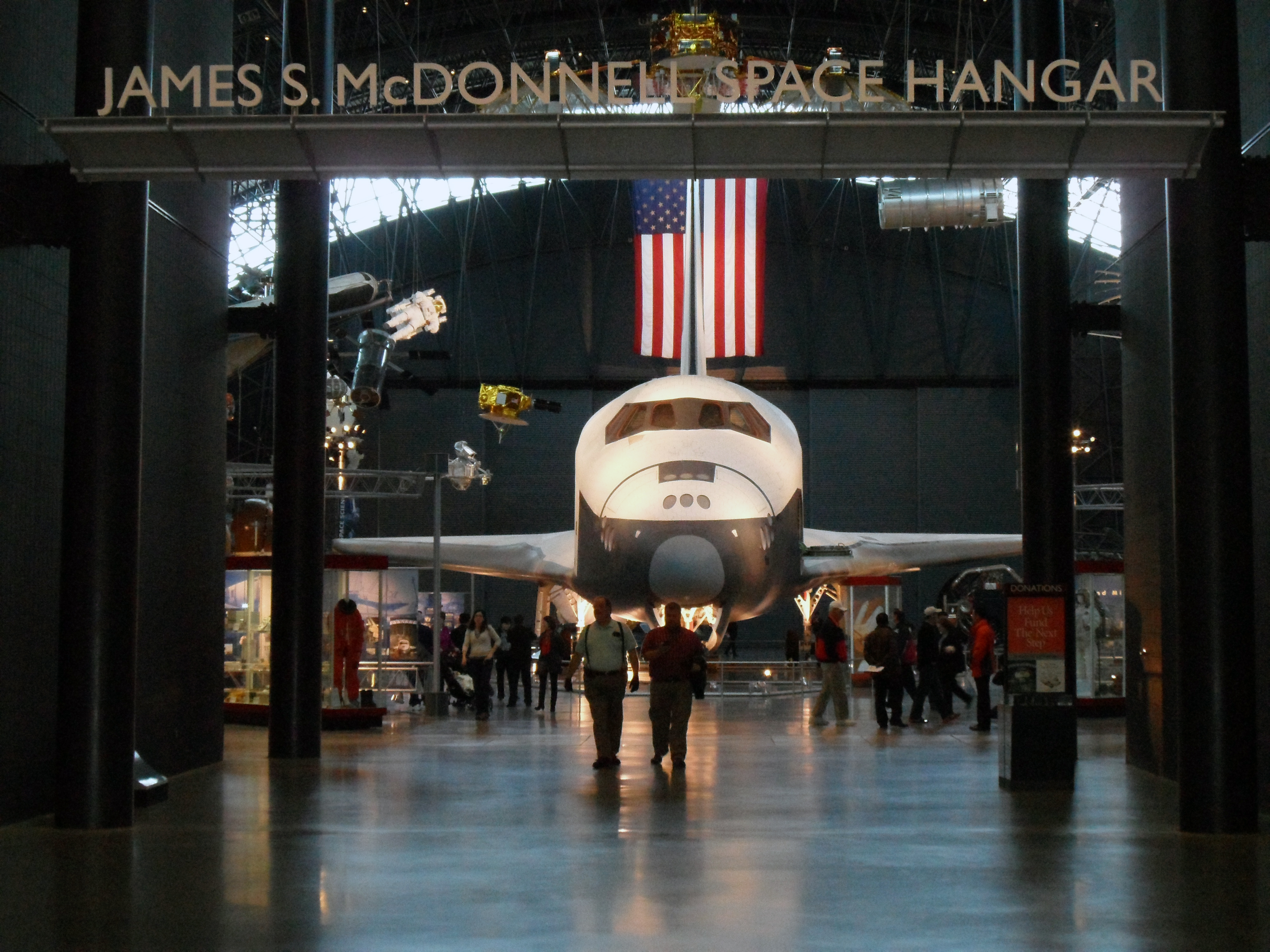
James S. McDonnell Space Hangar

Exponate

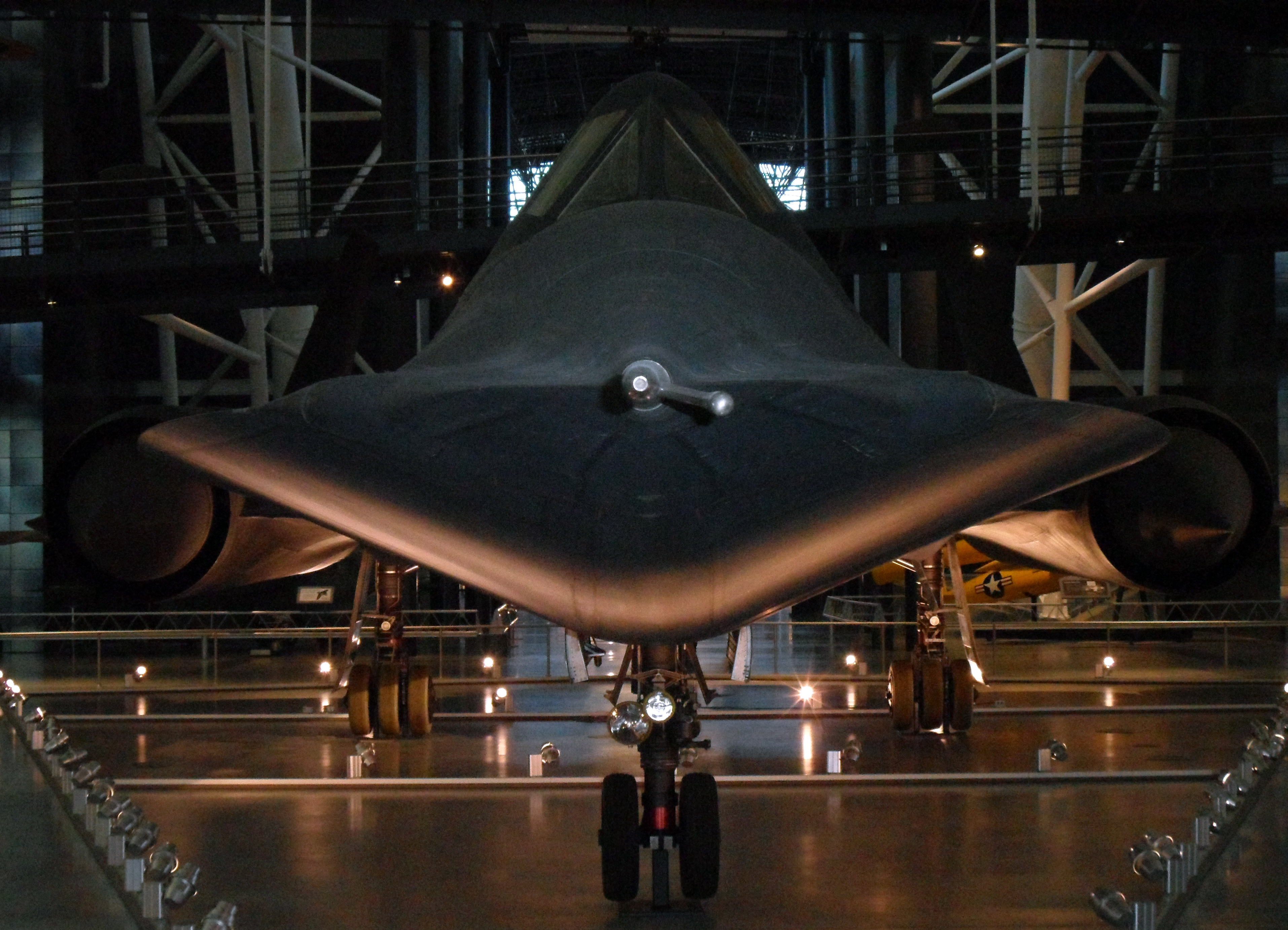
Die SR-71A Blackbird

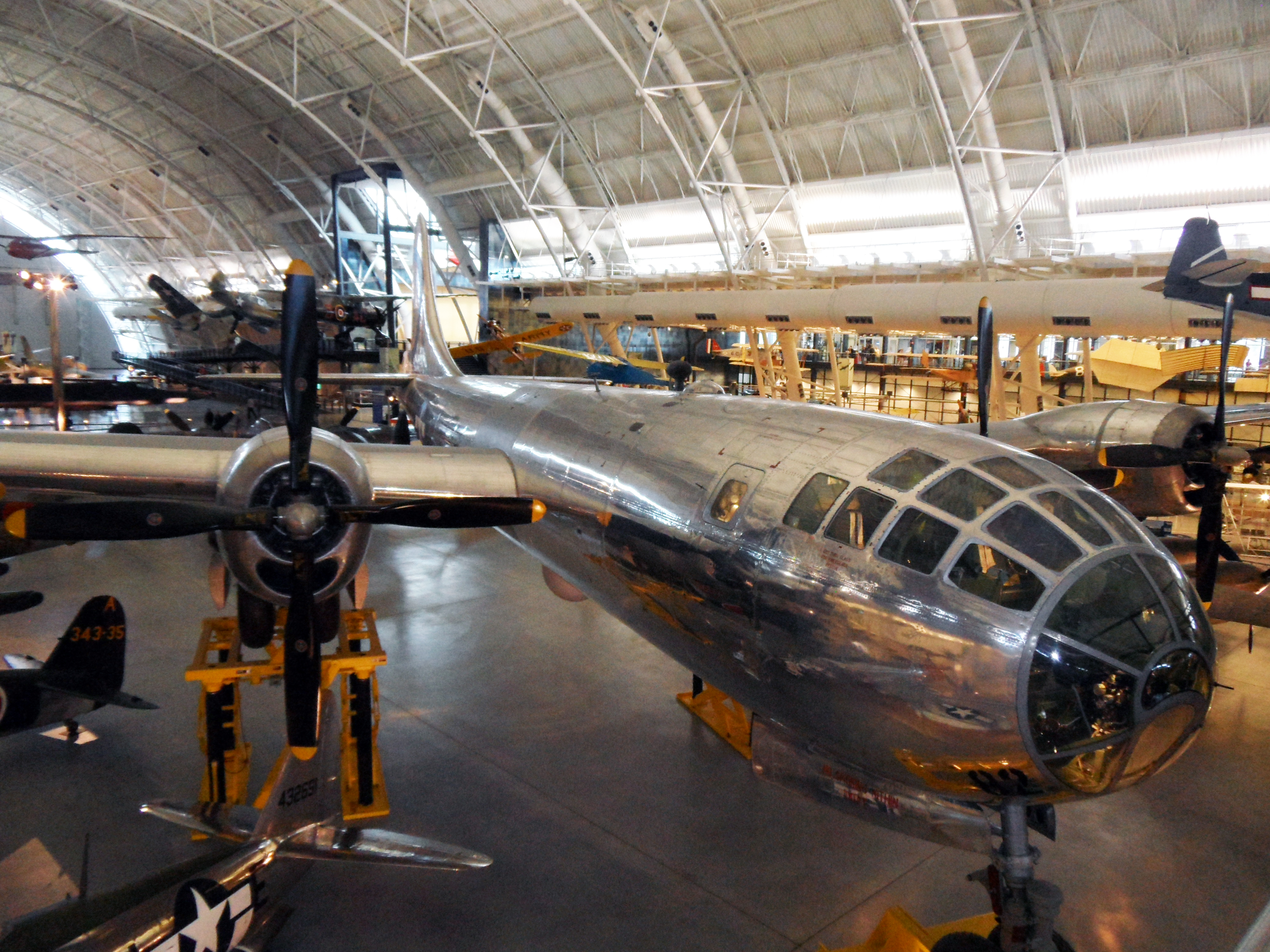
Die B-29 Enola Gay, mit der 1945 die Atombombe auf Hiroshima abgeworfen wurde

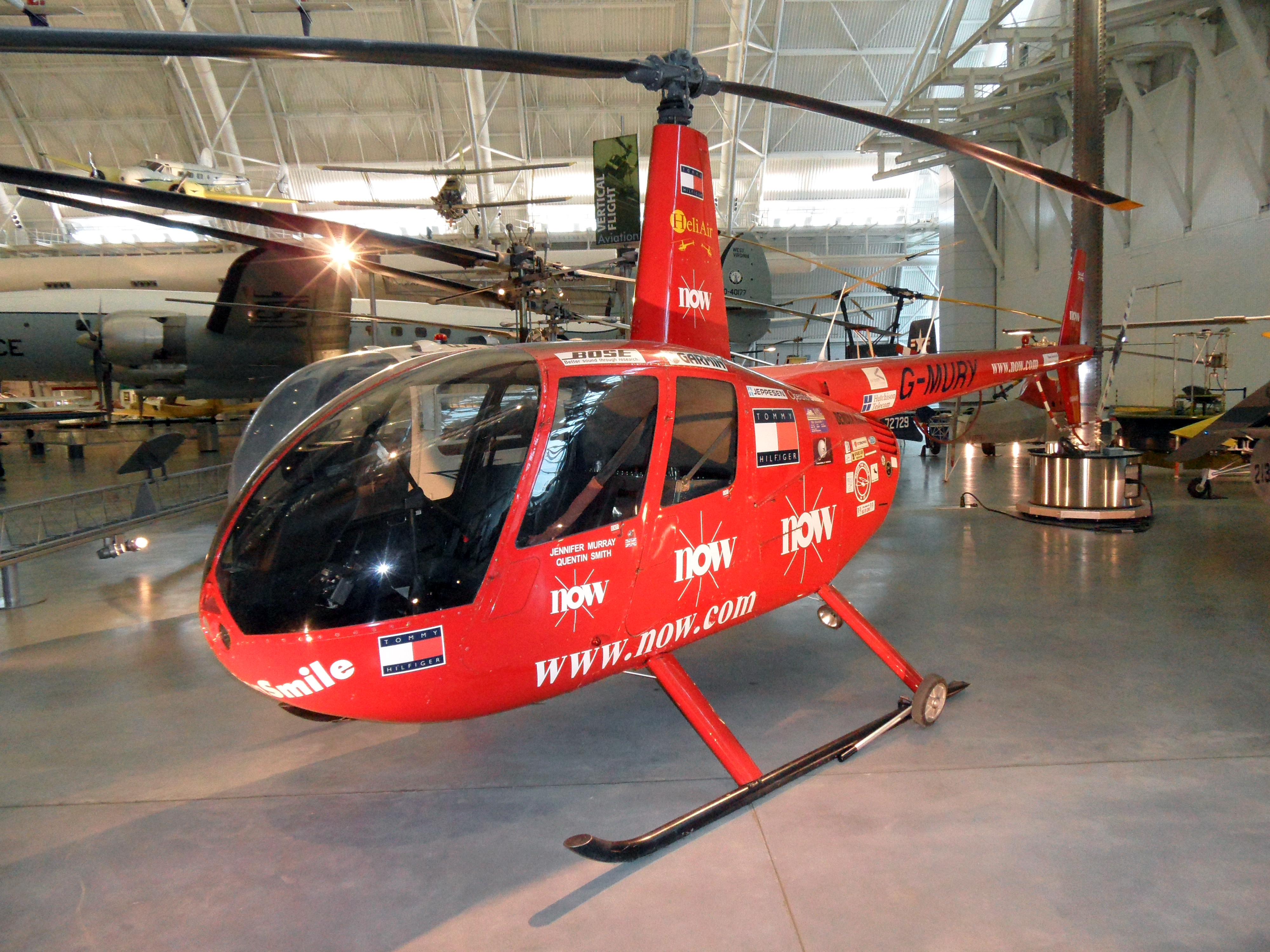
Robinson R44 im Boeing Aviation Hangar

Die Ausstellung im Steven Udvar-Házy Center umfasst vielfältige Exponate aus dem Bereich Luft- und Raumfahrt. Neben Flugzeugen, Hubschraubern oder Ultraleichtflugzeugen werden beispielsweise auch Triebwerke und Flugmotoren gezeigt. Berühmte Exponate sind:
- Bell 206L-I LongRanger II Spirit of Texas
- Bell 47
- Bell UH-1 Iroquois „Huey“ Smokey III
- Bell XV-15
- B-29 Superfortress Enola Gay
- Boeing 307 Stratoliner Clipper Flying Cloud
- Boeing P-26 Peashooter
- Boeing-Stearman N2S-5 Kaydet
- Concorde der Air France
- Curtiss P-40E Kittyhawk
- Dassault Falcon 20
- Gemini 7, Kapsel
- Gossamer Albatross
- Grumman A-6E Intruder
- Grumman F-14D(R) Tomcat
- Grumman F6F-3 Hellcat
- Grumman F8F Bearcat
- Kaman K-225
- Lockheed Constellation L049
- Lockheed P-38 Lightning
- Lockheed SR-71A Blackbird
- Lockheed Martin X-35B Joint Strike Fighter
- Lockheed T-33A Shooting Star
- MGM-1 Matador
- McDonnell Douglas F-4S Phantom II
- Mikojan-Gurewitsch MiG-15bis Fagot B
- Mikojan-Gurewitsch MiG-21F Fishbed C
- Nakajima J1N1 Gekko
- Naval Aircraft Factory N3N-3 Yellow Peril
- North American P-51C Mustang Excalibur III
- Northrop N-1
- Northrop P-61 Black Widow
- Pegasus XL
- Poseidon C-3
- Republic F-105D Thunderchief
- Republic P-47 Thunderbolt
- Robinson R22
- Robinson R44 Astro G-MURY
- Sikorsky UH-34D
- Sikorsky YH-19A
- Space Shuttle Discovery
- Virgin Atlantic GlobalFlyer
- Vought F4U-ID Corsair
- Vought RF-8 Crusader
- Westland Lysander IIIA

Ebenfalls sind viele Vertreter des deutschen Flugzeugbaus ausgestellt.
- Arado Ar 234 B Blitz mit Walter HWK 109-500 (einziges erhalten gebliebenes Flugzeug dieser Art)
- Bachem Ba 349B-1 Natter (momentan nicht ausgestellt)
- Bücker Bü 133C Jungmeister
- Bücker Bü 181B Bestmann
- Dornier Do 335A-1 Pfeil (einziges erhalten gebliebenes Flugzeug dieser Art)
- Focke-Achgelis Fa 330A
- Focke-Wulf Fw 190 F
- Focke-Wulf Ta 152H-1 (momentan nicht ausgestellt)
- Grob G 102 Standard Astir III
- Grunau Baby II B-2
- Heinkel He 162A-2 Spatz (momentan nicht ausgestellt, einziges erhalten gebliebenes Flugzeug dieser Art)
- Heinkel He 219 (nur der Rumpf)
- Horten H IIIf
- Horten H IIIh (nur das Mittelstück)
- Horten H VI V2
- Horten H IX V3
- Junkers Ju 388 L-1 (momentan nicht ausgestellt)
- Junkers Ju 52/3m (CASA 352L)
- Messerschmitt Me 163 Komet
- Messerschmitt Me 410A-3/U1 (momentan nicht ausgestellt)
- Nagler-Rolz NR 54 V2
- Rakete Rheintochter R1

## Paul E. Garber Facility
Es gibt noch einen weiteren Standort des Museums, den Paul E. Garber-Komplex in Suitland-Silver Hill, Maryland.
Hier werden Exponate aufgearbeitet und gelagert, er ist für die Öffentlichkeit nicht mehr geöffnet.